# Голубине (Бєлгородська область)
Голубине (рос. Голубино) — село у Новооскольському районі Бєлгородської області Російської Федерації.
Населення становить 1154 особи. Входить до складу муніципального утворення Новооскольський міський округ.

## Історія
Населений пункт розташований у східній частині української суцільної етнічної території — східній Слобожанщині.
Від 2018 року органом місцевого самоврядування є Новооскольський міський округ.

## Населення
| 2002 | 2010  |
| ---- | ----- |
| 1158 | ↘1154 |